# Hironori Kusano
Hironori Kusano (草野 博紀 Kusano Hironori?,  Yokohama, Prefectura de Kanagawa, 15 de febrero de 1988) es un cantante, actor y modelo japonés, principalmente conocido por haber sido miembro del grupo masculino NEWS.

## Biografía

### Primeros años
Kusano nació el 15 de febrero de 1988 en la ciudad de Yokohama, prefectura de Kanagawa. En 2001, a la edad de trece años, se unió a la agencia Johnny & Associates. Como miembro aprendiz de Johnny's, Kusano formó parte de las unidades temporales J2000, J-Support y K.K.Kity antes de debutar como miembro de NEWS en 2003. NEWS fue inicialmente creado para promocionar el Campeonato Mundial Femenino de Voleibol y en mayo del año siguiente fue lanzado su sencillo debut, Kibō ~Yell~.

### Carrera
El 16 de julio de 2005, Kusano fue temporalmente suspendido junto a Hiroki Uchi de sus actividades artísticas por consumo de alcohol siendo menor de edad (en aquel entonces, Kusano tenía dieciséis años mientras que Uchi dieciocho). Aunque se suponía que estaría suspendido por tiempo indefinido, Kusano regresó a la agencia como aprendiz en enero de 2006, sin embargo, no apareció en ninguna actividad de NEWS. El 30 de diciembre, Johnny & Associates anunció que Kusano sería retirado del grupo. 
En enero de 2006, Kusano ingresó al departamento de diseño de la Universidad de Hosei. En julio de 2007, regresó a la vista pública participando en el Playzone'07 Change2Chance de Shonentai.
En abril de 2008, Kusano viajó a Nueva York para estudiar danza, composición e idiomas. Poco después, abandonó Johnny & Associates. El 9 de abril de 2010, se convirtió en modelo exclusivo de la revista Cailly☆Coo. En 2013, Kusano debutó como vocalista del grupo Porehead. Su álbum debut, Amethyst, fue lanzado el 4 de febrero de 2015. El grupo se separó en 2018.

## Filmografía

### Televisión
- Gekidan Engimono (2005, Fuji TV) como Kida

### Show de variedades
- Ya-Ya-yah
- The Shonen Club
- Hadaka no Shonen

### Radio
- News Kick and Spin Muzik como DJ

### Teatro
- Playzone 2007 Change2Chance